# Szajáni járás
A Szajáni járás (oroszul: Саянский район) Oroszország egyik járása a Krasznojarszki határterületen. Székhelye Aginszkoje.

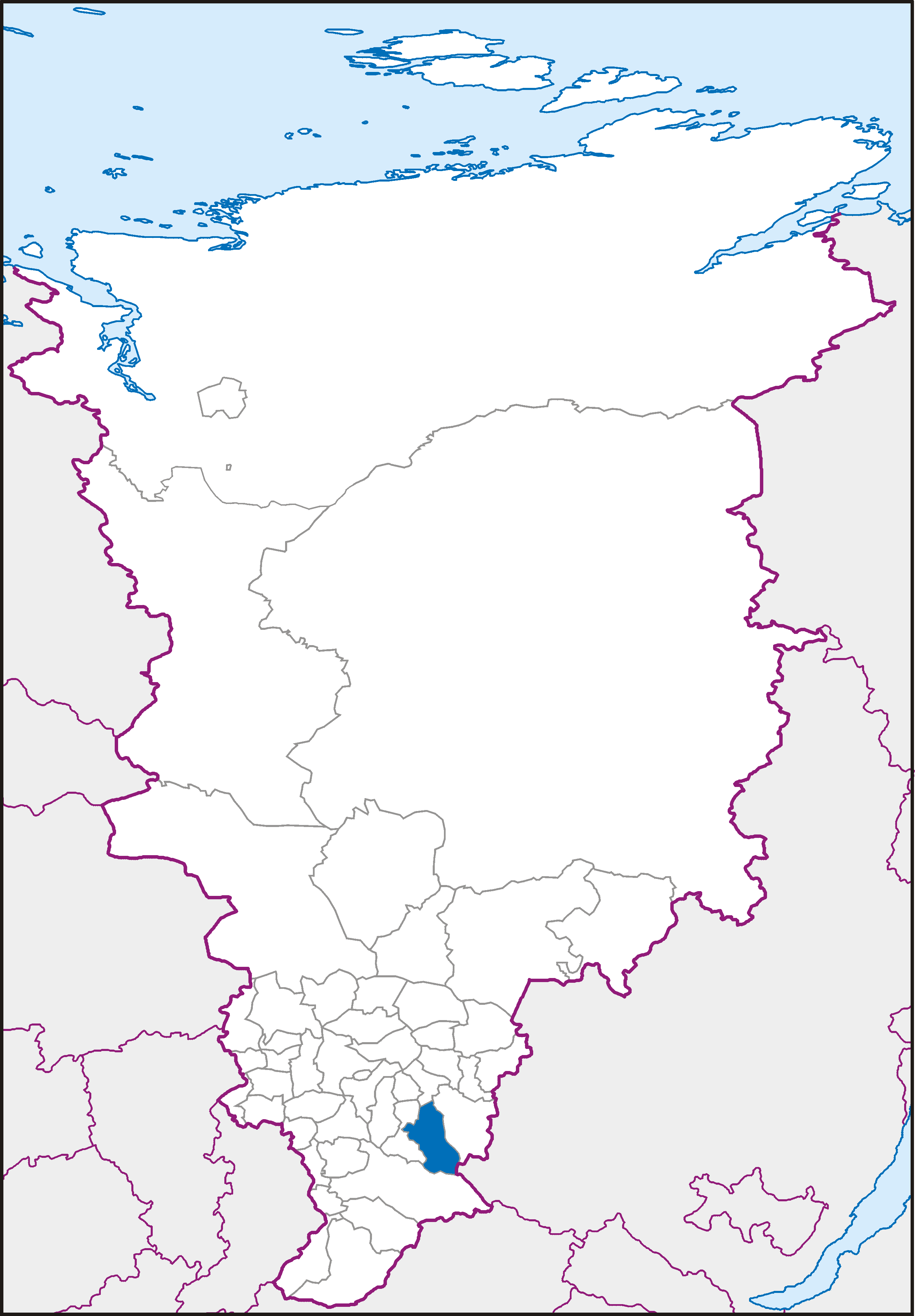
A Szajáni járás a Krasznojarszki határterületen

## Népesség
- 2002-ben 14 542 lakosa volt.
- 2010-ben 12 003 lakosa volt.